# Echiniscoididae
Famille
Les Echiniscoididae sont une famille de tardigrades. 

## Liste des sous-familles et des genres
Selon Degma, Bertolani et Guidetti, 2016 :
- Echiniscoidinae Kristensen & Hallas, 1980
  - Anisonyches Pollock, 1975
  - Echiniscoides Plate, 1888
- Isoechiniscoidinae Møbjerg, Kristensen & Jørgensen, 2016
  - Isoechiniscoides Møbjerg, Kristensen & Jørgensen, 2016

## Publication originale
- Kristensen & Hallas, 1980 : The tidal genus Echiniscoides and its variability, with erection of Echiniscoididae fam. n. (Tardigrada). Zoologica Scripta, vol. 9, no 2, p. 113-127.